# Казакови
Каза́кови (рос. Казаковы) — присілок у складі Афанасьєвського району Кіровської області, Росія. Входить до складу Гордінського сільського поселення.
Населення становить 62 особи (2010, 53 у 2002).
Національний склад станом на 2002 рік — росіяни 100 %.